# Oktoberfest 1905
Oktoberfest 1905 ist eine vierteilige Fernsehserie, die im Herbst 2025 veröffentlicht werden soll. Die Handlung knüpft an die Serie Oktoberfest 1900 an.

## Handlung
Im München des Jahres 1905 haben Curt Prank und die Familie Hoflinger ihre Bierburg auf dem Oktoberfest etabliert. Clara Prank und Roman Hoflinger sind als Ehepaar in der Brauereiszene erfolgreich, doch familiäre Spannungen nehmen zu. Colina Kandl kehrt nach ihrer Haftstrafe als Sängerin zurück und findet eine neue Liebe. Der Konkurrenzkampf mit dem undurchsichtigen Adam Mertz bedroht die Existenz der Bierburg und belastet Claras und Romans Beziehung.

## Hintergrund
Die Serie wurde vom 12. März 2024 bis zum 16. Mai 2024 Bayern, Nordrhein-Westfalen und in Belgien gedreht.
Die Premiere erfolgte am 30. Juni 2025 auf dem Filmfest München in der Reihe Neues Deutsches Fernsehen. Die Veröffentlichung in der ARD Mediathek ist für den 12. September 2025 vorgesehen und die Erstausstrahlung im Ersten für den 20. September 2025.

## Auszeichnungen
Beim Münchner Filmfest wurde die Produktion mit dem Bernd Burgemeister Fernsehpreis Beste Serie / Bester Mehrteiler ausgezeichnet.